# Marie-Alphonse Sonnois
Marie-Alphonse Sonnois, né le 10 décembre 1828 à Lamargelle (Côte d'Or), mort le 7 février 1913 à Cambrai (Nord), est un évêque catholique français, évêque de Saint-Dié de 1889 à 1893 puis archevêque de Cambrai de 1893 à 1913.

## Biographie

### Jeunesse
Né d'un père médecin qui a rejoint Saint-Seine-l'Abbaye alors que Marie-Alphonse Sonnois est encore très jeune, il appartient à une famille qui a donné plusieurs de ses enfants à l'Église.

### Prêtre
Marie-Alphonse Sonnois est ordonné prêtre le 3 octobre 1852 pour le diocèse de Dijon. Il enseigne d'abord la philosophie au grand séminaire de Dijon, puis il est nommé curé dans différentes paroisses du diocèse: Jouey, Santenay, puis Auxonne.

### Évêque de Saint-Dié
Nommé évêque de Saint-Dié le 21 décembre 1889, Sonnois reçoit l'investiture canonique du pape Léon XIII le 30 décembre de la même année. Il est sacré évêque le 19 mars 1890 par le futur cardinal Victor  Lecot, évêque de Dijon. Il fait son entrée à Saint-Dié le 16 avril 1890.
Homme discret et bienveillant, il s'attache à visiter son diocèse. Il doit cependant faire face à des difficultés avec le gouvernement à la suite de l'opposition de ses vicaires généraux au ministre Jules Ferry, élu de Saint-Dié.
Il relance les travaux de l'église Jeanne-d'Arc du Bois Chenu à Domrémy et y stimule les pèlerinages en confiant l'église aux Eudistes qui collectent partout en France les fonds nécessaires à la poursuite de la construction de la future basilique.

### Archevêque de Cambrai
Par décret du 26 novembre 1892, Sonnois est nommé archevêque de Cambrai, il reçoit l'investiture canonique du Saint-Siège le 19 janvier 1893. 
Il doit faire face dans son nouveau diocèse à l'opposition entre un patronat puissant et des prêtres attentifs à la misère ouvrière et marqués par le catholicisme social dont le plus célèbre est l'abbé Lemire, député d'Hazebrouck.
Son activité pastorale l'amène à couronner Notre-Dame de Grâce à Cambrai et Notre-Dame du Saint-Cordon à Valenciennes. Il fait également construire l'école Jeanne d'Arc à Lille et fonde le collège Notre-Dame de Grâce à Cambrai.
Profondément marqué par l'application de la loi de séparation des Églises et de l'État, il perd progressivement ses facultés et laisse l'administration de son diocèse à François Delamaire, coadjuteur depuis 1906.
Il meurt le 7 février 1913.